# Reno, Nevada
Reno (pronunție: /'ri:n‿ou/) este un oraș cu 218.000 locuitori din comitatul Washoe, statul Nevada, Statele Unite ale Americii.

## Date geografice
Reno se află la altitudinea de 1.371 m deasupra n.m. în valea Truckee River, la marginea de vest a Marelui Bazin și la poalele munților Sierra Nevada, în apropiere de granița cu California. Orașul este subîmpărțit în 8 sectoare (Northvalley, Northeast, Northwest, Old Northwest, Ward 1, Ward 2 South, Ward 2 Central și Ward 3). În nordul Lacului Tahoe se află ferma istorică "Ponderosa Ranch" a personajului Cartwright, unde au loc filmările pentru serialul Bonanza.

## Istoric
În anul 1850 apar în regiune primii coloniști albi, care încep să practice agricultura, zona fiind în același timp un loc de popas pentru cei care voiau să ajungă în California. În anul 1869 a fost construită calea ferată a companiei "Central Pacific", care este prima cale ferată transamericană. Orașul cunoaște o perioadă de înflorire și datorită legalizării, în anul 1931, a jocurilor de noroc. Reno este cel mai vechi centru universitar din Nevada. "Universitatea Nevadei, la Reno", care în anul 2005 a avut 15.950 de studenți, a fost întemeiată în anul 1864.

## Evoluția numărului populației
| Anul | Locuitori |
| ---- | --------- |
| 1980 | 100.756   |
| 1990 | 133.850   |
| 2000 | 180.480   |
| 2005 | 203.550   |

## Personalități marcante
- Gabriel Damon, actor și producător de filme
- Curtis Hanson, regizor de film
- Christopher Paul Jones, cântăreț și compozitor
- Paul Laxalt, politician, senator
- Julia Mancuso, schioară
- Eva Twardokens, schioară